# Kinkwiba
Kinkwiba är ett periodiskt vattendrag i Burundi.   Det ligger i provinsen Bururi, i den västra delen av landet, 40 kilometer söder om huvudstaden Bujumbura.
Omgivningarna runt Kinkwiba är en mosaik av jordbruksmark och naturlig växtlighet. Runt Kinkwiba är det ganska tätbefolkat, med 239 invånare per kvadratkilometer.